# Edward Harris (4e comte de Malmesbury)
Edward James Harris, 4e comte de Malmesbury (12 avril 1842 - 19 mai 1899), est un pair britannique

## Biographie
Il est le fils de l'amiral Edward Harris et petit-fils de James Harris (2e comte de Malmesbury). Ses grands-parents maternels sont le capitaine Samuel Chambers et Susan Mathilda Wylly, descendante de David Mathews, maire loyaliste de New York pendant la Guerre d'indépendance des États-Unis et descendant de la famille Schuyler.
Lord Malmesbury épouse Sylvia Georgina Stewart le 16 novembre 1870. Ils ont deux enfants:
- James Harris (5e comte de Malmesbury) (1872 – 1950).
- Colonel Alfred Frederick William Harris (1877 – 1943), décédé célibataire[2].